# Rubeola
Rubeola  (crljenac, crvenka, lat. rubeolus) je akutna zarazna bolest uzrokovana virusom Rubella, rod Rubivirusa, iz porodice Togaviridae.

## Povijest
Rubeola je prvi put opisana sredinom osamnaestog stoljeća, a prvi ju je klinički opisao Friedrich Hoffmann 1740. godine. Uvedeno je obvezatno cijepljenje.

## Manifestiranje, prenosivost i širenje
Najčešće se manifestira osipom i blagom kliničkom slikom, a zaraza se širi kapljičnim putem, osobito u uvjetima bliskoga kontakta. Vrlo je zarazna. Javlja se zimi ili početkom proljeća, a najčešće zahvaća malu djecu i djecu školskog uzrasta. Može se javiti i u drugoj životnoj dobi. Prenosiva je s čovjeka na čovjeka. Virus izlučuju i oboljeli od blagih i inaparentnih oblika bolesti, a i novorođenčad rođena od majki koje su u posljednjim tjednima trudnoće preboljele rubeolu.
Inkubacija traje dva do tri tjedna. Nakon inkubacije uočljivi početni simptomi bolesti, kao što su blago povišena tjelesna temperatura, opća slabost, sekrecija iz nosa, glavobolja, bolovi u mišićima te crvenilo očiju i ždrijela. Slijedi oticanje limfnih čvorova iza ušiju, ispod donje čeljusti i uzduž vrata, a taj otok može potrajati i duži period, uz moguće povećanje slezene. Zatim se pogoršavaju početni simptomi. Na tijelu bolesnika pojavljuju se i svjetlocrvene mrlje različitog oblika (makulopapulozni osip u nivou ili iznad površine kože). Prvo se pojavljuju na licu i vratu, osobito na zatiljku, a potom i po cijelome tijelu. Pojava osipa znači da je virus u tijelu već danima, obično tjedan. Količina se smanjuje od četvrtoga dana. Ružičaste mrlje obično se ne stapaju. Iščezavaju nakon 2-3 dana, bez tragova ili s blagim prhutanjem kože. Bolesniku se potom poboljšava stanje te ostaje samo otok na limfnim čvorovima, koji može trajati i dva do tri tjedna.

## Dijagnoza, liječenje, prevencija
Dijagnoza se postavlja serološkim testovima kojim se otkrivaju IgM protutijela specifična za virus, uz karakterističnu kliničku sliku, naročito osip. Liječenje je simptomatsko: preporučuju mirovanje, lagana prehrana, obilna hidratacija i lijekovi za snižavanje tjelesne temperature. Prevencija bolesti vrši se cijepljenjem cjepivom koje sadrži dva soja atenuiranog virusa. Cijepljenje protiv rubeole je cjepivom Mo-Pa-Ru koje uključuje i zaštitu protiv zaušnjaka i ospica. U Republici Hrvatskoj prema kalendaru obvezatnog cijepljenja je kada dijete navrši prvu godinu života, a docjepljivanje se obavlja prilikom upisa djeteta u osnovnu školu, što uvelike smanjuje broj oboljelih. Ako osoba preboli bolest tijekom života ili se cijepilo protiv te bolesti - ostaje trajni imunitet.
U načelu nije potrebna hospitalizacija oboljelog.

## Posljedice
Rijetke su komplikacije. Oblici komplikacija su angina, upala srednjeg uha, bronhopneumonija, bolovi i/ili upale zglobova.
Vrlo je opasna u slučaju infekcije trudnica, jer je može uzrokovati pobačaj, trajno i teško oštećenje nerođenog djeteta, i njegovu smrt ploda. Razlog je što može štetiti razvoju fetusa. Posebno je to snažno ako je infekcija nastala u prvih 16 tjedana gestacije. Virus krvlju majke dolazi do posteljice, kroz koju prolazi i dolazi do fetusa, kojem se oblikuju organi, te se oni ne razviju kako treba.
Danas je u tipičnom obliku prebolijeva sve manje djece, jer je uvedeno obvezatno cijepljenje.

## Razlika između rubelle i rubeole
U engleskom govornom području su rubella i rubeola dvije različite bolesti, no isto ne vrijedi za hrvatsko govorno područje.
- Rubella (German measels): RNA Toga virus, uzrokuje kongenitalne poremećaje kod zaraženih trudnica, poput katarakte, gluhoće, otvorenog ductusa arteriosusa, blueberry muffin osip.
- Rubeola (morbilli, measles, ospice): RNA Paramyxovirus, uzrokuje pneumoniju, subakutni sklerozirajući encefalitis, Kolplikove pjege u usnoj šupljini, konfluirajući osip koji počinje na licu i širi se descendentno.